# Jakob van Oost der Jüngere
Jakob van Oost der Jüngere (* 1637 in Brügge; † 29. September 1713 ebenda) war ein flämischer Maler des Barocks.

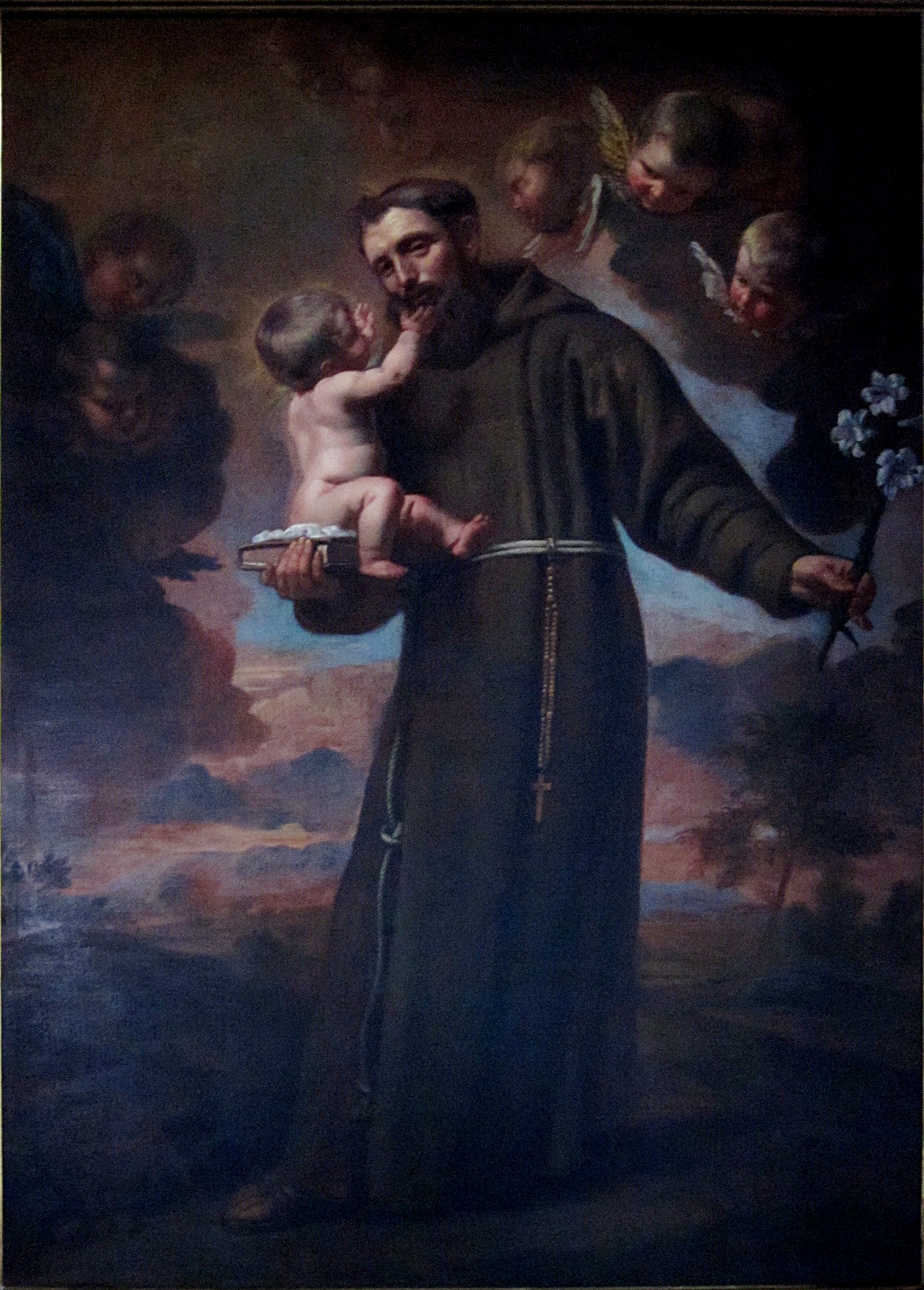
Hl.Antonius von Padua und das Jesuskind (1687)

## Leben und Wirken
Zunächst von seinem Vater Jakob van Oost dem Älteren in Brügge ausgebildet, vertiefte er seine Kunststudien zwei Jahre lang in Paris. Anschließend widmete er sich mehrere Jahre der Antike und den alten Meistern in Rom. Nach seiner Rückkehr in Brügge wollte er zwar zurück nach Paris, blieb aber in Lille bei seinen Freunden aus der Studienzeit und lebte seit 1668 für 41 Jahre in dieser nordfranzösischen Stadt.
Jakob van Oost der Jüngere wurde in dieser Stadt neben Arnould de Vuez ein anerkannter Porträtmaler. Zeitgemäß beinhalteten seine Gemälde religiöse Themen. Im Jahr 1670 heiratete er Marie Bourgeois aus Lille, die ihm unter anderem den Sohn Dominique van Oost gebar, welcher ebenfalls Maler wurde.
Im Jahr 1709 verließ er als Folge des Spanischen Erbfolgekriegs Lille und kehrte zum Schutz vor dem Krieg in seine Heimatstadt Brügge zurück, wo er vier Jahre später 76-jährig verstarb.

## Stil
Jakob van Oost der Jüngere malte im Spätstil seines Vaters. Die Werke des Jüngeren haben ein gutes Kolorit, einen breiteren Faltenduktus, die Anzahl der gut gezeichneten Figuren ist in seinen wohl durchdachten Kompositionen geringer. Hervorzuheben sind seine Porträts männlicher Personen.
Zahlreiche Werke des flämischen Meisters finden sich in den Museen und religiösen Einrichtungen in Bergues, Boston, Brügge, Brüssel, Douai, Lille, Orléans und in Paris im Louvre.

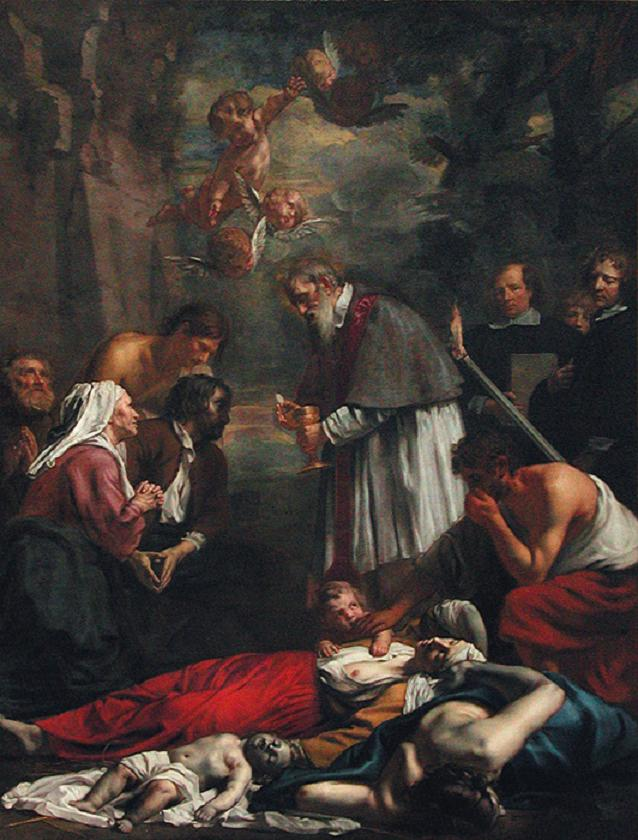
1673 St.Macar, Louvre
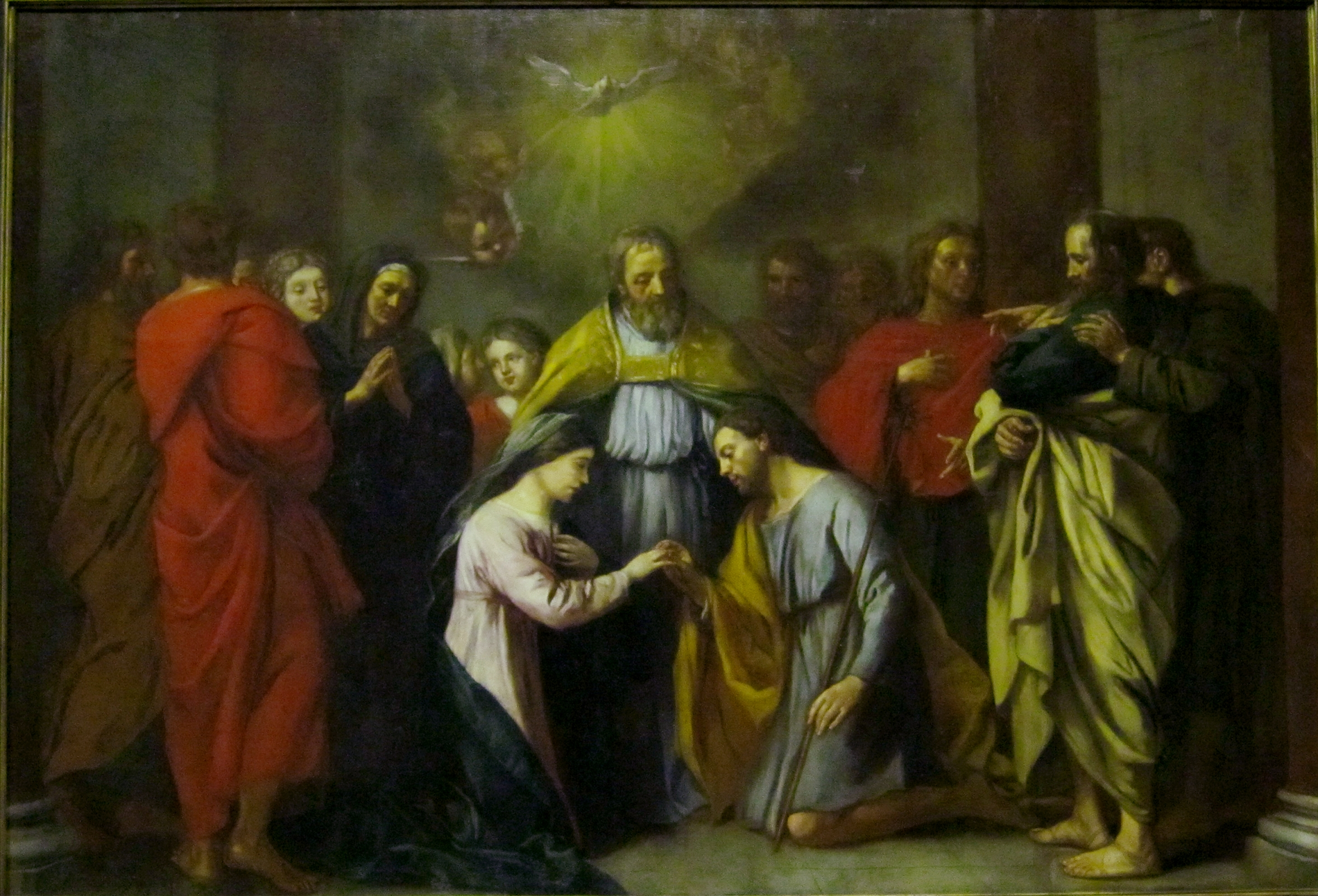
1699 Hochzeit Mariens, Lille
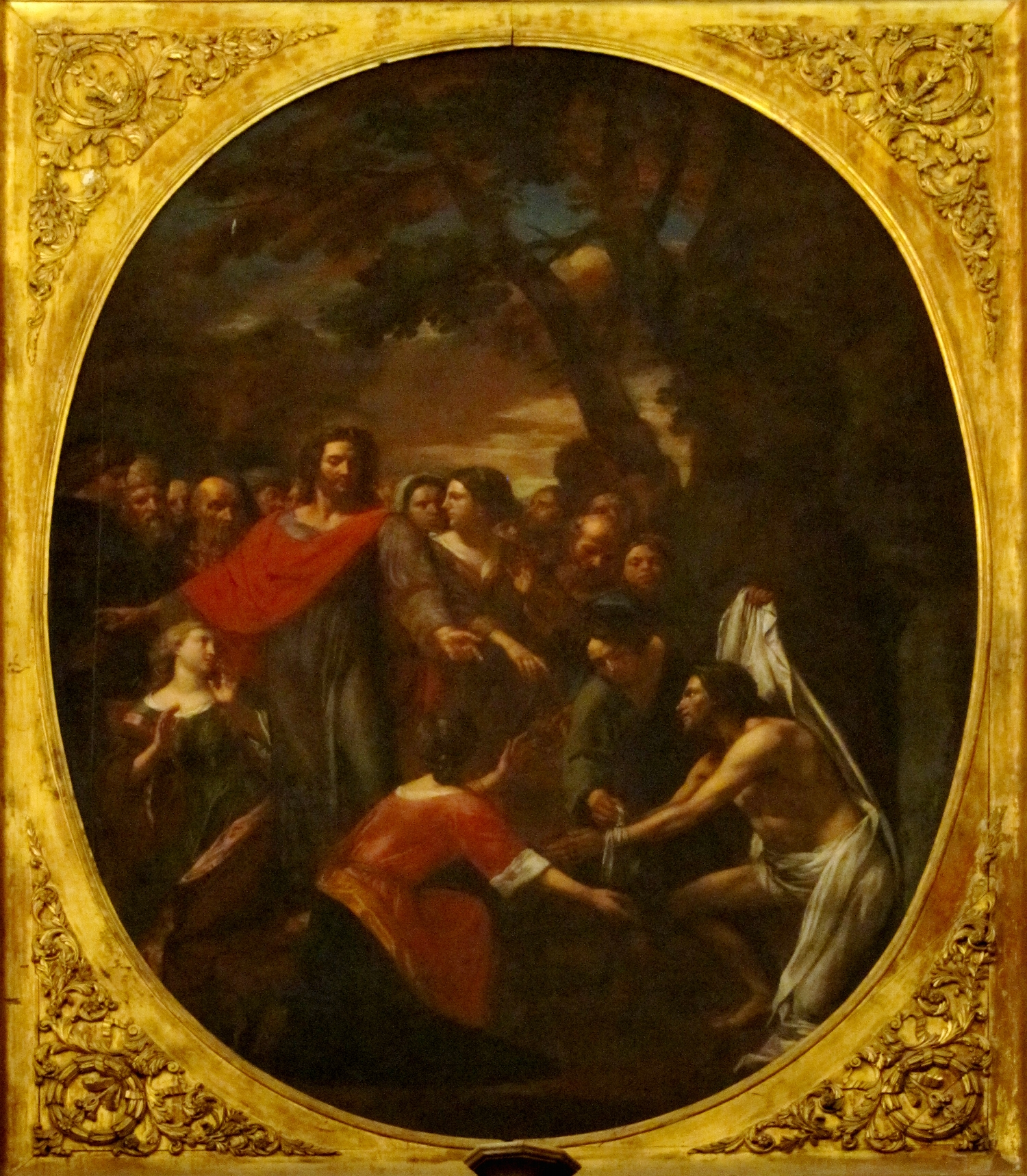
Auferstehung des Lazarus, Lille

## Werke (Auswahl)
- 1668 Der hl. Charles Borromée bittet um das Ende der Pest, Öl auf Leinwand, 
Kirche Saint-Maurice, Lille
- 1673 Macharius von Antiochien hilft den Pestkranken, Öl auf Leinwand, Louvre[2]
- 1687 St. Antonius von Padua und das Jesuskind, Öl auf Leinwand, Kirche Saint-Maurice, Lille
- 1688 Porträt eines Mannes in Rüstung, Öl auf Leinwand, Musée des Beaux-Arts, Lille
- 1693 Porträt von Nazaire Joseph d'Angeville, Vicomte de Lompret, ebd.
- 1697 Porträt eines Mannes, Öl auf Leinwand, 59 × 73 cm, Oval, Groeningemuseum, Brügge
- 1697 Die Flucht nach Ägypten, Öl auf Leinwand, Kirche Saint-Maurice, Lille
- 1699 Die Hochzeit der Jungfrau Maria, Öl auf Leinwand, Musée des Beaux-Arts, Lille
- 1700 Die Darstellung im Tempel, Öl auf Leinwand, ebd.
- Tod Mariens, Salvatorkirche, Brügge
- Bekehrung des hl.Hubertus, Brügge
- Triumph Christi über Zeit und Tod, Brügge
- Marter der hl. Barbara, Stephanskirche, Lille
- Transfiguration, Lille
- Leben Johannes vom Kreuz in sechs Bildern für die Karmeliter
- Johannes vom Kreuz wird das Bein von einem Karmeliter verbunden, Öl auf Leinwand, Musée des Beaux-Arts, Lille
- Die Heilige Familie protegiert den Karmeliterorden, Öl auf Leinwand, ebd.
- Ein Augustiner zu Füßen der Jungfrau Maria, Öl auf Leinwand, ebd.
- Die Wiederauferweckung des Lazarus, Öl auf Leinwand, Kirche Sainte-Marie-Madeleine, Lille, Hauptaltar
- Das Jesuskind umarmt das vom Vater angebotene Kreuz, Kirche Saint-André, Lille
- Abraham Breughel und Jacob van Oost d.J. malen gemeinsam ein Herrenbildnis, das von einer Blumengirlande umgeben ist.